# Didiclis ornithopodioides
Didiclis ornithopodioides là một loài dương xỉ trong họ Selaginellaceae. Loài này được L. P. Beauv. ex J. St.-Hil. mô tả khoa học đầu tiên năm 1805.